# 曲屁
曲屁（きょくべ、きょくひ）とは、音の高さや長さ、強さを様々に変えながら放屁することにより、聞き手を楽しませる行為のことである。曲放（きょくひり）ともいう。

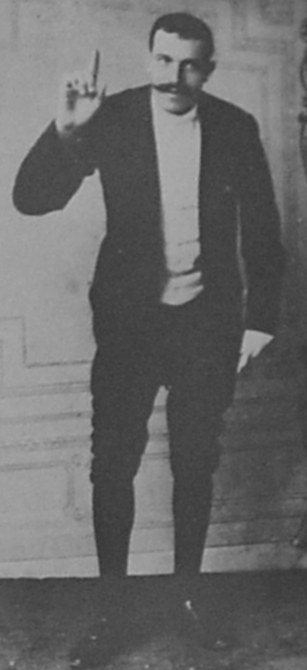
ル・ペトマーヌ

興行として曲屁を行った事例は世界各地に存在し、日本では安永年間に霧降花咲男を称する者が興行を行った記録があるほか、19世紀末のフランスでムーラン・ルージュを中心に活動した放屁師のル・ペトマーヌ、近年では日本の松下誠司、イギリスのミスター・メタンなどが知られる。
こうした興行では、放屁の長さや連発といった単純な放屁技能の誇示や、「若い女の屁」「紳士の屁」などさまざまな設定で放屁し分けることで笑いを誘うもの、動物の鳴き声の模倣、放屁単独もしくは別の楽器を伴った音楽の演奏などが行われた。また放屁そのものを聞かせる芸以外に、肛門に管をつないで別の楽器を演奏する、放屁で離れたところにあるろうそくを吹き消す、といった芸も行われた。
曲屁を可能とする身体的構造としては、肛門内に瘤があり、力の入れ具合を調整することによって、笛のような効果を発する場合と、肛門から空気を吸い込む能力を持つ者が、吸い込んだ空気を括約筋を調整しながら排出することにより吹奏する場合とがある。